# Jasmina Heritani

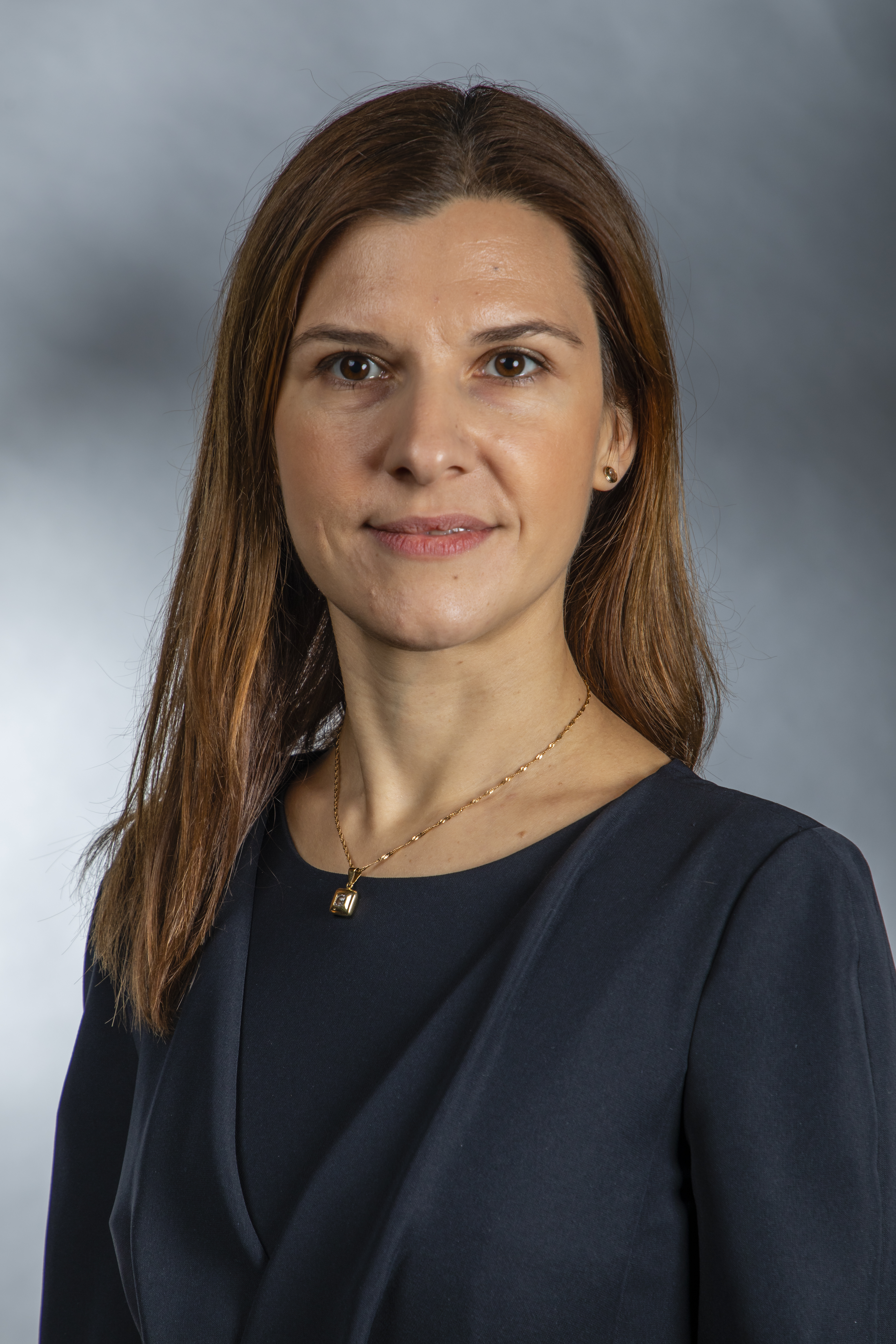
Jasmina Heritani (2019)

Jasmina Heritani, vollständig Jasmina Abo-El-Hemam Heritani, (* 26. Mai 1982 in Albstadt) ist eine deutsche Politikerin (SPD). Sie war von 2019 bis 2023 Mitglied der Bremischen Bürgerschaft.

## Biografie

### Ausbildung und Beruf
Heritani ist die Tochter einer deutschen Mutter und eines syrischen Vaters. Nachdem sie ihre ersten Schuljahre in Aleppo verbracht hatte, legte sie 2001 das Abitur an der Waldorfschule Hamm ab. Von 2001 bis 2008 studierte sie Wirtschaftsarabistik an der Hochschule Bremen und an der Universität Alexandria. 2007/08 absolvierte sie eine Fortbildung für Sprachkursleiterinnen in Hannover. Von 2008 bis 2013 setzte sie ihr Studium in den Fächern Germanistik, Deutsch als Fremdsprache, Kulturwissenschaften und Pädagogik an der Universität Göttingen fort und erwarb den Master of Arts.
Nach einigen Anstellungen und einem Praktikum war sie zudem tätig als Dozentin von 2006 bis 2009 an der Volkshochschule Göttingen, von 2010 bis 2014 an der Volkshochschule Bremen und 2013 an der Hochschule Bremen. 2014 war sie für sieben Monate Lehrerin an einer Stadtteilschule. Ab Mai 2017 war sie als Bildungsberaterin am Quartierbildungszentrum Gröpelingen beschäftigt.
2019 wurde sie in Anerkennung ihrer Flüchtlingsarbeit mit dem Kultur- und Friedenspreis der Villa Ichon ausgezeichnet.
Sie ist verheiratet und hat drei Kinder.

### Politik
Heritani ist seit 2018 Mitglied der SPD im Ortsverein Bremen-Oslebshausen. 2018 wurde sie von der Mandatskommission der SPD auf den Listenplatz 39 der SPD-Liste für die Bürgerschaftswahl 2019 gesetzt. Sie zog über die Personenwahl in die Bürgerschaft ein. Bei der Bürgerschaftswahl in Bremen 2023 erhielt sie kein Mandat mehr und schied aus der Bürgerschaft aus.

### Weitere Mitgliedschaften
- Seit 2013 Mitglied im Bremer Rat für Integration
- Seit 2016 Erste Vorsitzende vom Syrischen Exil-Kulturverein
- Seit 2017 Kultur vor Ort im Stadtteil Gröpelingen